# زک گرینیر
زک گرینیر (انگلیسی: Zach Grenier؛ زادهٔ ۱۲ فوریهٔ ۱۹۵۴) بازیگر اهل ایالات متحده آمریکا است.
از فیلم‌ها یا برنامه‌های تلویزیونی که وی در آن نقش داشته‌است می‌توان به باشگاه مبارزه، ۲۴، نهایت خطر، جی. ادگار، شفت، رادیو گفتگو و کشمکش خوب اشاره کرد.